# MV Wilhelm Gustloff
O MV Wilhelm Gustloff foi um navio de cruzeiro alemão, torpedeado em 30 de janeiro de 1945 pelo submarino soviético S-13, no Mar Báltico, durante a Operação Hannibal. Foi o primeiro navio a ser construído com o propósito de servir como cruzeiro. 
No momento do naufrágio, encontravam-se a bordo aproximadamente 10.582 passageiros (passageiros e tripulação, total estimado) e, ao final, em torno de 9.343 deles (número estimado) estavam mortos. Representa, até hoje, o maior desastre naval, resultante do naufrágio de uma única embarcação da história.

## História
O MV Wilhelm Gustloff  foi construído nos estaleiros Blohm & Voss, de Hamburgo, para a Kraft durch Freude (KdF) (Força pela Alegria), uma organização civil que promovia atividades culturais e recreativas, incluindo concertos e outras festividades para os trabalhadores alemães de todas as classes. Batizado em homenagem a Wilhelm Gustloff, líder do braço Suíço do NSDAP.
Os trabalhos iniciaram-se em 1 de Maio de 1936 e o lançamento ao mar ocorreu em 5 de Maio de 1937, seguindo-se as operações de apetrechamento e finalmente a entrega à KdF, o que aconteceu em 15 de Março de 1938, sendo Carl Lubbe o seu primeiro comandante. Conforme o projeto original, o navio era apropriado para deslocar 25.484 toneladas à velocidade de 15 nós e tinha capacidade para 1.463 passageiros e 417 tripulantes, isto é, a capacidade para transportar 1.880 passageiros no total.
Em 4 de Abril de 1938, em uma de suas primeiras viagens, efetuou, sob péssimas condições de mar, o salvamento da tripulação de um cargueiro britânico o SS Pegaway com grande repercussão na imprensa britânica. Em 20 de Abril de 1938, partiu, junto com outros navios da frota KdF para a viagem inaugural como navio de cruzeiro rumo ao Arquipélago da Madeira, com escala em Lisboa. O tamanho do navio, o luxo sóbrio e o fato de permitir viagens em classe única para todos, impressionou à época.
Os fiordes noruegueses, tal como Lisboa e o Funchal, na Madeira, tornaram-se destinos de eleição. O navio efetuou cerca de 50 viagens em tempo de paz, transportando cerca de 70.000 passageiros, todas com sucesso. Em 25 de Maio de 1939, colaborou, junto com outras unidades da KdF, no repatriamento da Legião Condor após o fim da Guerra Civil Espanhola.
Com o início da Segunda Guerra Mundial, foi transformado em navio hospital colaborando na evacuação de feridos da Polónia e, mais tarde, após a invasão da Dinamarca e Noruega pelas tropas alemãs, de Oslo. A 17 de Novembro de 1940 foi transferido para Gotenhafen (hoje, Gdynia) e colocado fora de serviço como navio hospital, passando a navio alojamento em 20 de Novembro de 1940.

## Naufrágio
A 12 de Janeiro de 1945, Adolf Hitler e Karl Dönitz reconhecendo a situação militar insustentável na Prússia Oriental, elaboraram um plano de evacuação marítima denominada Operação Hannibal, na qual o Wilhelm Gustloff, partindo de Gotenhafen evacuaria muitos milhares de refugiados que se acumulavam na cidade. Comandado por Friederich Petersen e Wilhelm Zahn e com uma tripulação de recurso, apesar de imobilizado no porto há quatro anos e servindo como quartel, este recebeu a bordo cerca de 9.600 refugiados, que se juntaram a cerca de 1.000 tripulantes, saindo do porto de Gotenhafen no dia 30 de Janeiro de 1945, como transportava militares e possuía armas antiaéreas, não tinha nenhuma proteção como navio-hospital sob acordos internacionais.
Ao cair da noite, após sair da Baia de Gdansk e contornar o cabo, o navio seguia em uma rota limpa pela Kriegsmarine, - na qual estava também o cruzador de batalha Almirante Hipper, além de uma flotilha de z-boots e caça minas -, da ponte de comando do Wilhelm Gustloff pode ser avistada uma flotilha de caça minas que navegava em sentido contrário, sendo então dada a ordem para que fossem acesas as luzes de navegação. Este foi o erro fatal, já que o submarino soviético S13 comandado pelo capitão Alexander Marinesko, avistou as luzes quando patrulhava a costa polonesa, Marinesko ordenou que sua tripulação lançasse quatro torpedos a bombordo de Wilhelm Gustloff, cerca de 30 km (16 milhas náuticas; 19 milhas) da costa, somente três torpedos disparados com sucesso atingiram Wilhelm Gustloff, o primeiro atingiu a proa do navio , fazendo com que portas estanques isolassem a área onde dormiam os tripulantes, o segundo atingiu as acomodações das auxiliares navais femininas, localizadas na piscina drenada do navio e o terceiro torpedo atingiu diretamente a casa de máquinas localizada a meia-nau , desativando toda a energia e comunicações. 
Em pouco tempo, o navio começou a virar rapidamente para bombordo, dificultando o preenchimento e a arriação dos botes. Enquanto isso, no convés, os tripulantes estavam fazendo o sinal de código morse por faróis e lançando foguetes sinalizadores para os navios próximos. No pânico que se seguiu, alguns refugiados acabaram pisoteados quando todos corriam para os botes salva-vidas.
Pouco tempo depois, o navio estaria completamente virado, com as pessoas tentando se salvar, posicionando-se na lateral do navio. Somente os navios Caça Minas e Z-Boot acudiram ao sinistro, o Admiral Hipper afastou-se, com medo do S-13. O Wilhelm Gustloff afundou uma hora e dois minutos depois de atingido, às 22h18 do dia 30 de janeiro de 1945.
Segundo pesquisas mais recentes, havia no navio 10 582 pessoas, sendo que foram resgatadas apenas 964 delas, muitas das quais morreram mais tarde. Sabe-se que, das vítimas, cerca de 4 000 eram crianças e adolescentes, além de muitos soldados feridos e refugiados de guerra. O número exato de mortos é difícil de ser estabelecido, mas estima-se que morreram entre 8 500 e 9 600 pessoas.